# بوجانا بوبوفيتش
بوجانا بوبوفيتش مواليد 20 نوفمبر 1979 في نيش، جمهورية صربيا الاشتراكية، جمهورية يوغوسلافيا الاشتراكية الاتحادية، هي لاعبة كرة يد مونتينيغرية تلعب كظهير أيسر. مثلت منتخب الجبل الأسود لكرة اليد. شاركت في دورة الألعاب الأولمبية الصيفية سنة 2012.

## سجل المنافسة
شاركت في البطولات التالية:
- الألعاب الأولمبية الصيفية 2012
- الألعاب الأولمبية الصيفية 2016
- بطولة العالم لكرة اليد للسيدات 2001
- بطولة العالم لكرة اليد للسيدات 2011
- بطولة أوروبا لكرة اليد للسيدات 2010

## الميداليات
| الميدالية | المسابقة                            |
| --------- | ----------------------------------- |
| فضية      | الألعاب الأولمبية الصيفية 2012      |
| برونزية   | بطولة العالم لكرة اليد للسيدات 2001 |

## روابط خارجية
- بوجانا بوبوفيتش على موقع الاتحاد الأوروبي لكرة اليد (الإنجليزية)
- بوجانا بوبوفيتش على موقع أوليمبيديا (الإنجليزية)